# Џонатан Гроф
Џонатан Дру Гроф (енгл. Jonathan Drew Groff; Ланкастер, 26. март 1985) амерички је глумац.

## Биографија
Рођен је 26. марта 1985. године у Ланкастеру. Син је наставнице физичког васпитања Џули (девојачко Витмер) и тренера коња Џима Грофа. Има старијег брата Дејвида, који је председавајући и генерални директор предузећа WebstaurantStore. Рођак му је певач Џејмс Волперт, полуфиналиста пете сезоне такмичења The Voice. Немачког је порекла. Отац му је менонит, а деда по оцу Џ. Вејд Гроф био је менонитски свештеник. Мајка му је методиста, а он је одгајан у методистичкој вери. Одрастао је међу заједницама Амиша у Ронксу, проводећи своје тинејџерске године возећи се око својих комшија Амиша, којима није било дозвољено да користе струју нити да возе аутомобиле.
У октобру 2009. изашао је из ормара као геј у интервјуу за Broadway.com. Касније је поделио своје искуство са изласком из ормара, говорећи о болу затворености и сазнању да би откривање сексуалности могло имати негативне последице на каријеру. Изразио колико цени да буде узор младим људима као глумац који је изашао из ормара, док се такође залаже за важност дељења прича о овој теми.

## Филмографија

### Филм
| Улоге Џонатана Грофа |                                       |               |                |             |
| Година               | Српски назив                          | Изворни назив | Улога          | Напомена    |
| 2009.                | Приче о Вудстоку                      |               | Мајкл Ланг     |             |
| 2010.                |                                       |               | Џеф            |             |
| 2010.                | Завереник                             |               | Луис Бајкман   |             |
| 2013.                |                                       |               | Дејвид         |             |
| 2013.                | Залеђено краљевство                   |               | Кристоф (глас) |             |
| 2014.                |                                       |               | Николај        | кратки филм |
| 2014.                |                                       |               | Бен            | кратки филм |
| 2014.                | Снајпериста                           |               | млади Вет Мадс |             |
| 2015.                | Грозница залеђеног краљевства         |               | Кристоф (глас) | кратки филм |
| 2017.                | Залеђено краљевство: Празник с Олафом |               | Кристоф (глас) | кратки филм |
| 2019.                | Залеђено краљевство 2                 |               | Кристоф (глас) |             |
| 2021.                | Матрикс: Ускрснућа                    |               | Смит           |             |
| 2023.                | Неко куца на врата колибе             |               | Ерик           |             |

### Телевизија
| Улоге Џонатана Грофа |                |               |                     |                   |
| Година               | Српски назив   | Изворни назив | Улога               | Напомена          |
| 2007.                |                |               | Хенри Маклер        | 11 епизода        |
| 2008.                |                |               | Патрик Фицпејн      | неемитовани пилот |
| 2010—2015.           | Гли            |               | Џеси Сент Џејмс     | 15 епизода        |
| 2012.                | Добра жена     |               | Џими Фелнер         | 1 епизода         |
| 2012.                | Газда          |               | Ијан Тод            | 10 епизода        |
| 2014—2015.           | Мување         |               | Патрик Мари         | 18 епизода        |
| 2014.                | Нормално срце  |               | Крејг Донер         | ТВ филм           |
| 2016.                | Мување: Филм   |               | Патрик Мари         | ТВ филм           |
| 2016.                |                |               | Кристоф (глас)      | ТВ специјал       |
| 2017—2019.           | Ловац на умове |               | Холден Форд         | 19 епизода        |
| 2018.                | Симпсонови     |               | глумац Барта (глас) | 1 епизода         |
| 2020.                | Хамилтон       |               | Џорџ III               | ТВ филм           |
| 2021.                |                |               | Рик Шеридан (глас)  | 1 епизода         |
| 2022.                | И тек тако...  |               | др Пол Дејвид       | 1 епизода         |
| 2022.                |                |               | Травис              | 1 епизода         |
| 2022.                |                |               | себе                | ТВ филм           |
| 2022.                | Изгубљени Оли  |               | Оли (глас)          | 4 епизоде         |
| 2024–2025.           | Доктор Ху      |               | Роуг                | 2 епизоде         |